# Implante coclear

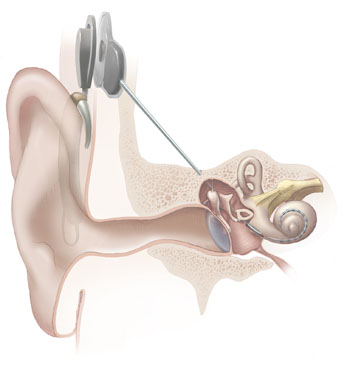
Descripción del esquema interno de un implante coclear.

El implante coclear es un producto sanitario implantable activo de alta tecnología que consiste en un transductor que transforma las señales acústicas en señales eléctricas que estimulan el nervio auditivo. Estas señales son procesadas mediante las diferentes partes que forman el implante coclear, algunas de las cuales se colocan en el interior del cráneo y otras en el exterior. Ayuda a oír a personas sordas o con muchas dificultades auditivas. No es lo mismo que un audífono, pues se implanta quirúrgicamente y funciona de manera diferente.

## Definición
El implante coclear es un producto sanitario implantable activo, de alta tecnología y precisión, encaminado a restablecer la audición de aquellas personas que padezcan una sordera causada por la destrucción de las células ciliadas de la cóclea, estimulando directamente las células ganglionares (nervio auditivo) mediante señales eléctricas encargadas de transmitir la información codificada al cerebro. Hay que recordar que, al ser una prótesis, no cura definitivamente la sordera.
El oído humano es un sistema de órganos que, en su conjunto, tiene la misión de captar, codificar y transferir al cerebro la información sonora que emana de la naturaleza. El sistema auditivo está formado por la unión de tres partes diferentes especializadas: el oído externo, el oído medio y el oído interno. Es en este último donde se coloca el implante coclear.
La disfunción auditiva origina diferentes escalas de hipoacusias, desde la sordera leve a la profunda (cofosis). Cada uno de los tres elementos que integra el sistema auditivo realiza una función especializada; si una de las tres partes falla, las partes sanas dejarían de cumplir con su función. El objetivo del implante coclear es reemplazar la función de la cóclea dañada, situada en el oído interno, estimulando mediante señales eléctricas directamente el nervio auditivo. Al estimular directamente la cóclea, se vuelven inservibles los componentes del oído externo y medio, siendo estos sustituidos por los componentes externos del implante coclear.
En el oído interno se encuentra la cóclea o caracol, el órgano cortical que contiene al verdadero órgano del oído; tiene forma de espiral y está lleno de líquido pegajoso que corre a través de su conducto, a lo largo de éste, y sobre una tira de hueso hay cerca de 20 000 minúsculos vellitos que convierten las oscilaciones en complicados procesos químicos e impulsos nerviosos que, a través del nervio auditivo, llegan al centro auditivo del cerebro. Allí es donde la percepción los descifra en palabras, música o ruido. También allí se encuentra el órgano del equilibrio, la región vestibular del oído interno compuesta por tres conductos en forma de arco, llenos de líquidos linfáticos. Por la inercia de los líquidos, se forman ligeras corrientes a cada movimiento de la cabeza, que son registradas como impulsos nerviosos que llegan al cerebro. Cuando el equilibrio está en peligro, estos impulsos producen reacciones reflejas del aparato muscular y de los ojos, y modifican la postura del cuerpo.

## Composición del implante coclear
El dispositivo se compone de dos partes: una interna, que se coloca dentro del cráneo del paciente, y una externa, ubicada fuera de él:
Parte internaEs la parte que requiere cirugía con anestesia general o, en casos excepcionales, con anestesia local. Durante la operación, se colocará el dispositivo transductor con un imán posicionador, haciendo previamente un hueco en el hueso temporal mediante fresado. Del transductor salen dos hilos: el hilo de masa, alojado en interior del músculo temporal, y un segundo hilo con un juego de electrodos —más uno o dos electrodos de referencia según el modelo— que será introducido, previa apertura de la ventana oval, en la rampa timpánica de la cóclea.
Parte externaEs la parte donde se procesa el sonido y que transmite información codificada del sonido ambiental recogido a la parte interna. La parte externa se coloca un mes después de la operación y consta de dos partes claramente diferenciadas:
Procesador de sonidosCapta la información sonora del ambiente a través del micrófono y la envía al microprocesador, que es el encargado de seleccionar los sonidos útiles y de codificar la información sonora, para posteriormente enviársela a la bobina. Hoy en día se prefieren procesadores de diseño retroauricular, más cómodo de llevar que el procesador en forma de petaca.
BobinaLa bobina contiene un imán que, por efecto del campo magnético, la mantiene unida a la parte interna. Ésta colabora recogiendo la información codificada del microprocesador y transmitiéndola al transductor por radiofrecuencia que, a su vez, estimulará el nervio auditivo.

## ¿Quiénes pueden beneficiarse del implante coclear?
Existe un riguroso protocolo de selección de candidatos a un implante coclear, consensuado entre todos los médicos implantadores. Debido a su elevado coste, ni el dispositivo ni la rehabilitación logopédica se universalizan a todas las personas con deficiencias auditivas. Para ser candidato a un implante, hay que cumplir con una serie de requisitos ineludibles:
1. Padecer de sordera total o profunda con un grado de comprensión pobre y que todas las tecnologías de primer orden, como los audífonos, hayan fracasado.
2. Se aplica a niños con hipoacusia grave o sordos menores de cinco años por su plasticidad neural. También se aplica a adultos con lenguaje oral funcional o que tengan memoria auditiva por haber oído antes con audífonos.
3. Está contraindicado en personas enfermas y a las que no se pueda someter a anestesia general.
4. No se implantan a candidatos que no estén vacunados contra la meningitis (Mencevax C).

En algunos países, el coste del implante coclear se financia a través de la Seguridad Social, así como la intervención quirúrgica y el posterior tratamiento rehabilitador. Entre esos países está España, que cubre gratuitamente la colocación del implante y el primer procesador, pero no financia los sucesivos gastos de mantenimiento o de sustitución del procesador por uno nuevo, que corren a cargo del usuario. Las asociaciones de implantados cocleares de España intentan conseguir que la Seguridad Social cubra totalmente no solo la colocación y puesta en marcha del primer procesador sino también el futuro mantenimiento.

## Fiabilidad del implante coclear
Los fabricantes aseguran que la parte interna es muy fiable, que está diseñada para que dure toda la vida del individuo implantado, y que además soporta futuras actualizaciones del procesador [cita requerida]. El número de fallos técnicos es actualmente muy reducido en relación con el número total de implantados, pasando de ser pocas a muy rara vez, en la que se encuentran averías internas en los implantes cocleares modernos [cita requerida]. En algunos casos se han retirado implantes debido a motivos médicos ajenos al funcionamiento del transductor, como el rechazo inmunológico a determinados componentes.
Hay que reseñar que todos los implantados deben llevar a cabo una rehabilitación logopédica inicial, cuya duración dependerá de cada persona. En cualquier caso, la parte externa del implante coclear precisa de un mantenimiento regular (por ejemplo, el de la bobina) que, en países como España, se financia parcialmente a través de la Seguridad Social por el procedimiento de retorno de gastos.

## Rehabilitación del logopeda
El logopeda es la persona que se encarga de la rehabilitación del habla. también es fundamental su papel para desarrollar las habilidades auditivas para poder identificar, comprender y detectar los sonidos. Es importante que el logopeda trabaje de forma directa con el fonoaudiólogo y otorrinolaringólogo para poder hacer un diagnóstico correcto del estado del paciente y hacer una buena rehabilitación.

## Crítica
El primer implante coclear se instaló el 25 de febrero de 1957; por este motivo se celebra cada 25 de febrero el Día Internacional del Implante Coclear.
El implante coclear es un sistema seguro y eficaz contra la mayoría de las sorderas profundas bilaterales neurosensoriales y cumple todas las normas de la FDA norteamericana y de la UE.
El grado de satisfacción con los resultados tras el implante coclear está muy influenciado por las expectativas creadas a priori; por eso es muy importante que estas se acoten adecuadamente. Como sucede con el uso de audífonos, el resultado del implante coclear es diferente en cada persona. La incidencia de la rehabilitación, la familia y el ánimo del implantado influyen decisivamente en la evolución final del paciente.
El implante ha recibido fuertes críticas provenientes de una parte significativa del colectivo de personas sordas, aquellas que utilizan una lengua de signos para comunicarse. De hecho, existe un mínimo riesgo de que se pueda provocar una parálisis facial parcial en la intervención quirúrgica, ya que se opera cerca del nervio facial, aunque un otólogo competente no debería tener problema alguno.
La precocidad en la implantación es un factor esencial en su resultado. La edad idónea en niños sordos de nacimiento es inferior a los tres años.
Por otro lado, cabe señalar que menos del 5 % de las personas implantadas sufren complicaciones después de la cirugía. Además, las personas sordas son conscientes de que el desarrollo de los implantados es menos traumático que el de las personas con los audífonos años atrás. Por este motivo, están cambiando de opinión respecto a este tipo de tecnología. Llegados a este punto, es importante hacer mención a la lengua de signos, pues su combinación con la lengua oral (bilingüismo) favorece el desarrollo conceptual de los niños implantados, que hacen grandes progresos con menos esfuerzo con respecto a hace algunos años. Además, se considera que el desarrollo personal de un niño sordo implantado en un medio oralista acarrea los mismos problemas que el de cualquier niño sordo sin implante en la misma situación, y que la solución es el uso de una lengua de señas como lenguaje habitual, junto con el aprendizaje de la lengua oral.
Por último, algunas personas sordas critican que los audífonos no reciben las mismas subvenciones estatales que los implantes cocleares en algunos países (en algunos casos, totalmente gratis, como en España a través de la Seguridad Social),[{en Colombia es cubierto al 100 % por el ministerio de salud después de ser evaluado y aceptado por la EPS, el equipo externo es actualizado por la EPS cada cinco años}], sobre todo teniendo en cuenta que no precisan de una operación quirúrgica, con lo cual se evitan los posibles efectos secundarios que cualquier intervención de estas características conlleva.
A finales de 2019 había en España más de 17 500 implantados, el 40 % de los cuales eran niños en el momento de la implantación.
No se debe olvidar que un implante coclear, igual que un audífono, es solamente una ayuda protésica, y que lo único que hace es acelerar la reeducación oral de las personas sordas prelocutivas, principalmente niños. El desarrollo de estos depende también del sistema educativo que decidan los padres, pues el sistema bilingüe lengua de signos-lengua oral, que ya se desarrolla en algunos lugares de España basándose en los resultados obtenidos en otros países europeos, demuestran que el progreso de los niños es significativo.
En el pasado, la comunidad de sordos (Cultura Sorda) rechazaba el implante, pues consideraba erróneamente que la generalización del dispositivo, además de ciertos inconvenientes, implicaba el riesgo de que dicha comunidad desapareciese. Actualmente se está demostrando que el uso conjunto de implante y lengua de signos/señas es la mejor opción para un desarrollo integral del niño/a sordo/a con un implante recibido tardíamente. Sin embargo, cabe destacar que la inmensa mayoría de los niños con implantes recibidos en edades tempranas (antes de tres años) desarrolla una capacidad auditiva y una comprensión plenas sin ayuda de la lengua de signos, adquiriendo habilidades de comunicación prácticamente comparables a las de un normoyente.
Algunos creen que la contraindicación médica del implante coclear a un niño sordo que convive con padres sordos carece de criterio, ya que se basa en la idea de que, al no usarse la lengua oral entre padres e hijos, estos no podrán adquirirla de ninguna manera. Esta forma de actuar puede llevar al niño a tener la falsa percepción de que su sordera es más una diferencia sociocultural que una discapacidad.

## Día Internacional del implante coclear
El 25 de febrero se celebra el Día Internacional del Implante Coclear, fecha en la que se conmemora la primera implantación en 1957 por los doctores franceses Djourno y Eyrès. A finales del 2019 estos implantes posibilitan la audición de más de 550 000 personas con sordera en todo el mundo.